# Polska (piosenka)
Polska (także Mieszkam w Polsce) – piosenka zespołu Kult. Obok utworów „Piosenka młodych wioślarzy” uznawana za nieformalny hymn młodzieżowy podczas przemian ustrojowych w Polsce na przełomie lat 80. i 90. XX wieku.
Muzyka do piosenki powstała podczas jednej prób zespołu w czerwcu 1986 roku. Pierwszym powstałym elementem kompozycji była ścieżka basowa stworzona przez Ireneusza Wereńskiego. Napisany przez Kazika Staszewskiego tekst piosenki (pt. „Mieszkam w Polsce”) powstał wcześniej.
W lipcu 1986 roku w Chełmie zespół po raz pierwszy wykonał ten utwór na koncercie. Po raz pierwszy utwór został nagrany w styczniu 1987 roku. W nagrali brali udział: Kazik Staszewski (śpiew, saksofon), Janusz Grudziński (gitara elektryczna), Ireneusz Wereński (gitara basowa), Tadeusz Kisieliński (perkusja), Paweł Szanajca (saksofon). Nagrana w 1988 roku wersja koncertowa (pod tytułem „Mieszkam w Polsce”) ukazała się na wydanym rok później albumie Tan. W 1992 roku nagrano wersję studyjną piosenki. Ukazała się ona jako bonus na reedycji albumu Posłuchaj to do ciebie. Ponadto „Polska” w innych aranżacjach znalazła się na albumach MTV Unplugged z 2010 roku, Made in Poland z 2017 roku oraz Live Pol’and’Rock Festival 2019 (pod tytułem „Mieszkam w Polsce”) z 2020 roku.
„Polska” Kultu, obok takich utworów jak „Nie pytaj o Polskę” Obywatela G.C., „Spotkanie z…” Sztywnego Palu Azji, „To wychowanie” T.Love, zalicza się do utworów, będących popularnym w drugiej połowie lat 80. komentarzem artystycznym wobec postrzegania roli Polski jako ojczyzny.
Za kontynuację „Polski” uważa się utwór Kazika Staszewskiego „Jeszcze Polska”, stanowiący komentarz wobec polskiej rzeczywistości na początku lat 90. XX wieku.

## Tekst piosenki
Piosenka opowiada o Polsce lat 80. Staszewski w utworze wytyka rodakom alkoholizm, skłonność do przemocy i hipokryzję. Polska jest postrzegana jako kraj brudny i brzydki. Krytykowany jest również kościół katolicki i jego wierni (Zaczepia mnie pijanych meneli wielu / Jutro spotkają się w kościele).
Istnieją różne interpretacje refrenu. W niektórych opracowaniach refren jest odbierany jako akceptacja życia w Polsce, pomimo jej wad, a krzyk Staszewskiego stanowi podkreślenie, że mimo wszystko nie wstydzi się swojego pochodzenia. Według interpretacji filozofa Andrzeja Marca ciągłe powtarzanie Mieszkam w Polsce stanowi pokazanie, że Polacy są skazani na życie w Polsce. Marzec podkreśla, że w „Polsce” Kultu oraz w „Nie pytaj o Polskę” Obywatela G.C. jest pokazane pragnienie wyjazdu z Polski, które zostaje odbierane, a następnie ukryte przez samych zainteresowanych.
Utwór zawiera motywy autobiograficzne. Fragment Koncerty popołudniowe / Pełne bezmózgów służby porządkowe / Patrzą wokoło bo swędzą ich ręce / Kochają bić coraz więcej i więcej nawiązujące do pobicia Kazika Staszewskiego przez bramkarzy klubu Stodoła. Fragment Czy byłeś kiedyś w Kutnie na dworcu w nocy / Jest tak brudno i brzydko, że pękają oczy stanowi krytykę wyglądu stacji kolejowej Kutno, na którym Kazik Staszewski wielokrotnie przesiadał się podczas podróży z Torunia (gdzie grał koncerty lub odwiedzał swoją przyszłą żonę) do Warszawy. Dziennikarz muzyczny Wiesław Weiss stwierdził, że siłą piosenki nie jest wyłącznie wizja literacka, lecz wyraźne piętno przeżyć autora tekstu.

## Teledysk
W 1992 roku powstał teledysk reżyserii Yacha Paszkiewicza. Teledysk nakręcono w Gdańsku. Na nagraniu widać Gdańsk Główny oraz ulicę Długą, a także muzyków, wykonujących swój utwór w domu kultury w gdańskiej Oruni.

## „Polska” w filmie
Utwór pojawia się w serialu Rojst '97 z 2021 roku.